# Oswaldia anorbitalis
Oswaldia anorbitalis là một loài ruồi trong họ Tachinidae.